# Hot Bird 13B
Hot Bird 13B (Hot Bird 8 jusqu'en 2012) est un satellite de télécommunications appartenant à l'opérateur Eutelsat. Situé à 13° est, il fait partie de la position Hot Bird et diffuse des chaînes de télévision, des radios ainsi que d'autres données numériques.
Construit par EADS Astrium à Toulouse sur une plateforme Eurostar E3000, il est équipé de 64 transpondeurs en bande Ku diffusant sur l'Europe, l'Afrique du Nord et le Moyen-Orient.
Il a été lancé le 4 août 2006 à 21 heures 48 TU par une fusée Proton M/Briz M depuis le cosmodrome de Baïkonour. Il avait une masse au lancement de 4 875 kg. Sa durée de vie estimée est de plus de 15 ans.
Le lancement a été retardé de plusieurs mois à la suite de l'échec de l’étage Briz M lors du lancement d'Arabsat 4A le 28 février 2006.
Il a été testé à la position 1,7° est, puis a diffusé quelques jours à 4° est avant de rejoindre sa position définitive de 13° est. Il a commencé son service commercial le 3 octobre 2006 à 1 heure du matin (TU) soit 3 heures du matin, heure de Paris.